# Awa Jawo
Awa Jawo (* 21. Februar 1997) ist eine gambische Fußballspielerin.
Jawo spielte zunächst beim Jugendfußballverein Tentu FC. Ab 2004 spielte sie gemeinsam mit ihrer Zwillingsschwester Adama Jawo für die Red Scorpions. 2005 nahm sie für zwei Wochen mit der GIFT Academy an einem Wettkampf in Oslo teil.
Ende Januar 2014 sollte sie in einem Freundschaftsspiel des gambischen Nationalteams der Frauen gegen Guinea-Bissau eingesetzt werden, das jedoch kurzfristig abgesagt wurde. Im August 2017 stand sie für ein Freundschaftsspiel gegen Kap Verde im Kader des gambischen Nationalteams der Frauen, das ebenfalls abgesagt wurde.
Am 16. September 2017 stand sie bei Gambias erstem offiziellen internationalen Spiel gegen Guinea-Bissau im Kader.
Bei der Qualifikation für den Afrika-Cup der Frauen 2018 trat sie mit dem gambischen Team an. Das Team schied in der zweiten Runde gegen Nigeria aus, das später den Titel gewann.